# FOXE
Fans of X-Rated Entertainment (F.O.X.E.またはFOXE) は、伝説的なポルノ映画俳優、監督、批評家のウィリアム・マーゴールドと女優ヴァイパーによって設立された、アメリカ合衆国に本拠を置くポルノファンの組織。組織はポルノを検閲から擁護し、年間アダルト映画賞を授与する。

## アワード
年間FOXEアワード授賞式では、ファン投票によって決定される、3つの基本の賞が贈られる。お気に入り男優 (Male Fan Favorite)、お気に入り女優 (Female Fan Favorite)、新人女優に贈られるビデオ・ヴィクセン (Video Vixen) である。補足的な特別賞が贈られる年もある。1990年代には、お気に入り賞はしばしば複数人が受賞したが、ヴィクセンは常に1人に贈られた。第11回FOXEアワードから授賞式において、生涯の業績を讃える賞を贈られた有名な俳優のブロースト（「無害なロースト (Roast)」簡単に言えば出席者が対象者を寄ってたかって褒め讃えるセレモニー）が行なわれている。3回FOXE賞を受賞した俳優は誰であろうとも"X"アワードを贈られ「卒業」となり、更に賞を受ける事は無い。「FOXE X」の保有者にはテラ・パトリック、ニナ・ハートレー、アシュリン・ギアなどがいる。セレモニー出席料は検閲反対運動の支援に充てられる。
2007年、マーゴールドはFOXEの年に1度のショーにおけるファン投票授賞式を廃止すると発表した。理由として「ファンの賞への関心が低くなり、明確な勝者を決めるほどの票が集まらない」ことと「賞のための賞を授与するようなことは他の飽和状態のアワード・ショーに任せておいた方が良いと判断した」ためとしている。

## 各年の受賞者
1990年
Female Fan Favorite（お気に入り女優）：ニナ・ハートレー
Male Fan Favorite（お気に入り男優）：ピーター・ノース
1991年
Vixen（新人女優賞）：セレナ・スティール
Female Fan Favorite：クリスティ・キャニオン、ニナ・ハートレー、トリー・ウェルズ
Male Fan Favorite：トム・バイロン、ピーター・ノース
1992年
Starlet of the Year (Vixen)：テリー・ウィーゲル
Female Fan Favorite：クリスティ・キャニオン、アシュリン・ギア、ニナ・ハートレー
Male Fan Favorite：トム・バイロン、ピーター・ノース
1993年
Video Vixen（新人女優賞）：アレックス・ジョーダン
Female Fan Favorite：アシュリン・ギア、ハイアペイシャ・リー、マディソン
Male Fan Favorite：ロッコ・シフレディ、ランディ・スピアーズ
1994年
Video Vixen：ダニエル・チークス
Female Fan Favorite：ニッキー・ダイアル、アシュリン・ギア、ティファニー・ミンクス
Male Fan Favorite：ランディ・ウェスト、ロッコ・シフレディ
1995年
Video Vixen：カイリー・アイルランド
Female Fan Favorite：デビー・ダイアモンド、レーナ
Male Fan Favorite：ランディ・ウェスト、ロッコ・シフレディ
1996年
Video Vixen：ジェナ・ジェイムソン
Female Fan Favorite：カイリー・アイルランド、アリシア・リオ、シェーン
Male Fan Favorite：ランディ・ウェスト、ショーン・マイケルズ
1997年
Video Vixen：ステファニー・スウィフト
Female Fan Favorite：ジーナ・ファイン、ジェナ・ジェイムソン、シェーン
Male Fan Favorite：ショーン・マイケルズ、T・T・ボーイ
1998年
Video Vixen：ジョニー・ブラック
Female Fan Favorite：ジェナ・ジェイムソン、ステイシー・ヴァレンタイン、ティファニー・ミンクス、ステファニー・スウィフト
Male Fan Favorite：ショーン・マイケルズ、T・T・ボーイ
Special awards（特別賞）
Lady Liberty（自由の女神）：マラ・エプスタイン（言論の自由活動家）
Friend of F.O.X.E.（FOXEの友人）：キティ・フォックス
Fan of the Year：ジェイ・ホルナー
1999年
Video Vixen：チェリー・ミラージュ
Female Fan Favorite：アリーシャ・クラス、クリスティ・レイク、ステイシー・ヴァレンタイン
Male Fan Favorite：T・T・ボーイ、トム・バイロン
2001年
Video Vixen：テラ・パトリック
2002年
Broast：ロン・ジェレミー
2003年
Female Fan Favorite：テラ・パトリック
2004年
Video Vixen：マリー・キャリー
Female Fan Favorite：テラ・パトリック
Male Fan Favorite：レキシントン・スティール
Broast：セカ
2005年
Video Vixen：ティーガン・プレスリー
Female Fan Favorite：テラ・パトリック
Male Fan Favorite：レキシントン・スティール
Broast：マリリン・チェンバース
2006年
Video Vixen：サニー・レーン
Female Fan Favorite：ジェシー・ジェーン
Male Fan Favorite：ランディ・スピアーズ
Broast：クリスティ・キャニオン